# Гінка Загорчева
Гінка Серафимова Загорчева-Бойчева (болг. Гинка Серафимова Загорчева-Бойчева; нар. 12 квітня 1958) — болгарська легкоатлетка, яка спеціалізувалася на бар'єрному бігу та спринті.

## Спортивні досягнення
Учасниця олімпійських змагань з бігу на 100 метрів з бар'єрами (1988), на яких не змогла фінішувати у попередньому забігу.
Чемпіонка світу з бігу на 100 метрів з бар'єрами (1987). Бронзова призерка чемпіонату світу з бігу на 100 метрів з бар'єрами (1983). Двічі була четвертою на чемпіонатах світу у змаганнях з естафетного бігу 4×100 метрів (1983, 1987).
Бронзова призерка чемпіонату світу в приміщенні з бігу на 60 метрів з бар'єрами (1987). Двічі була четвертою (1983, 1988) та одного разу п'ятою (19850 на чемпіонатах світу в приміщенні у змаганнях з бігу на 60 метрів з бар'єрами.
Була другою у бігу на 100 метрів з бар'єрами та третьою в естафетному бігу 4×100 метрів на Кубку світу (1985).
Чемпіонка Універсіади з бігу на 100 метрів з бар'єрами (1985). Бронзова призерка Універсіади з естафетного бігу 4×100 метрів (1985).
Срібна призерка чемпіонату Європи з естафетного бігу 4×100 метрів (1986). Бронзова призерка чемпіонату Європи з бігу на 100 метрів з бар'єрами (1986). Двічі виступала в фіналах бігу на 100 метрів з бар'єрами на інших чемпіонатах Європи — 6-е місце у 1990 та 8-е місце у 1982.
Срібна (1985) та бронзова (1987) призерка чемпіонатів Європи в приміщенні з бігу на 60 метрів з бар'єрами.
Переможниця Кубку Європи в бігу на 100 метрів з бар'єрами (1985). Була другою на Кубку Європи в естафетному бігу 4×100 метрів (1987). Посіла також третє місце в бігу на 100 метрів з бар'єрами на Кубку Європи (1985).
Чемпіонка Болгарії з бігу на 100 метрів з бар'єрами (1983, 1985, 1987, 1989, 1990). Чемпіонка Болгарії в приміщенні з бігу на 60 метрів з бар'єрами (1983, 1985, 1990).
Ексрекордсменка світу з бігу на 100 метрів з бар'єрами — 12,25 (1987).